# 초전초등학교 봉소분교
초전초등학교 봉소분교는 대한민국 경상북도 성주군에 있었던 공립 초등학교이다.

## 학교 연혁
- 1940.06.10 초전공립심상소학교 부설 간이학교 개교(4년제)
- 1943.03.30 봉소국민학교로 승격
- 1985.03.01 봉소국민학교 병설유치원 개원
- 1996.03.01 봉소초등학교로 교명 개명
- 2015.02.10 제67회 졸업생(총 1964명)
- 2015.03.01 제33대 정인섭 교장선생님 부임
- 2016.03.01 초전초등학교 봉소분교로 개편
- 2024.02.29 84년만에 폐교